# Acuña Rocks
Die Acuña Rocks (englisch; spanisch Roca Acuña) sind zwei Rifffelsen, die etwa 650 m westlich von Largo Island vor Kap Legoupil im Archipel der Duroch-Inseln nördlich der westantarktischen Trinity-Halbinsel liegen.
Benannt wurden sie bei der Zweiten Chilenischen Antarktisexpedition (1947–1948) nach Unterleutnant Acuña, einem Expeditionsteilnehmer. Das Advisory Committee on Antarctic Names übertrug diese Benennung 1964 ins Englische.